# Salute in Senegal
Nel 2014, la spesa sanitaria del Senegal è stata del 4,7% del PIL, circa 88 euro pro capite. La speranza di vita alla nascita è stata stimata ai 65 anni per gli uomini nel 2016 e 69 per le donne.
Secondo dati del 2001, il 54% della popolazione del Senegal era al di sotto della soglia di povertà, il che ha conseguenze sul benessere delle persone. I problemi medici comuni in Senegal includono la mortalità infantile, la mortalità materna, la malaria e le malattie sessuali tra cui l'AIDS. Esiste un'elevata disparità sia nella qualità sia nella portata dei servizi sanitari tra le aree urbane e quelle rurali. I maggiori problemi di salute pubblica sono nelle zone orientali e meridionali (Louga, Kaolack e Tambacounda) e nell'area della Casamance.

## Malattie specifiche

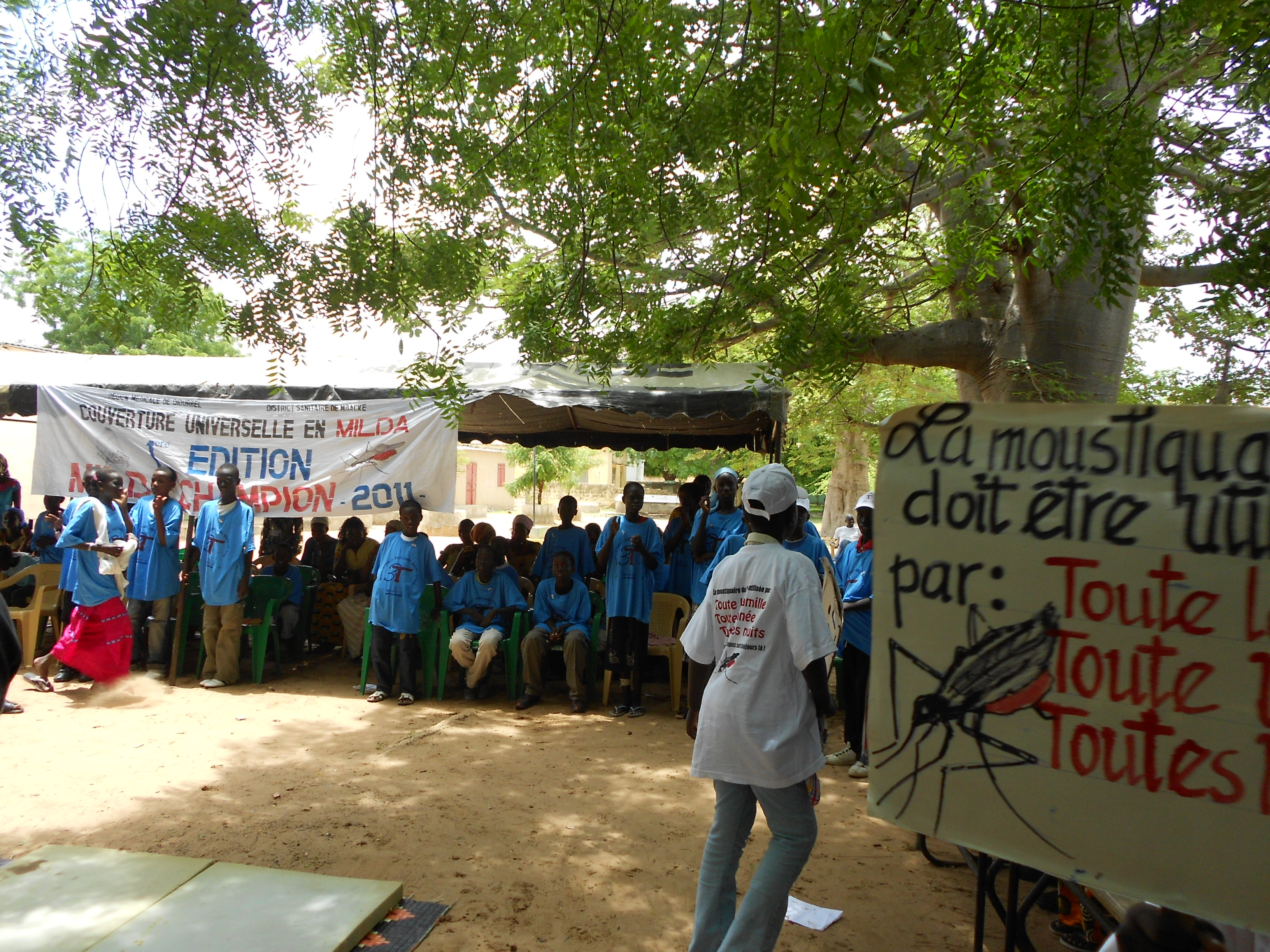
In Senegal, gli studenti della Mbacke Primary School competono in un concorso a quiz per vedere chi sa di più sulla malaria

Numerose malattie continuano ad affliggere le persone che vivono e viaggiano in Senegal, alcune delle quali sono legate al suo clima tropicale. Una delle malattie principali è la malaria, una malattia parassitaria trasmessa dalle punture di zanzara. Altre malattie che colpiscono il Senegal includono:
- la sifilide, che è direttamente correlata all'ambiente sociale, alla cattiva salute e alle condizioni abitative
- la tubercolosi, che si presenta principalmente a Dakar e Thies, e colpisce più uomini che donne, con circa 9 500 casi di tubercolosi all'anno in Senegal e un tasso di mortalità del 2-4%
- la schistosomiasi, una malattia parassitaria comune ai tropici
- la tripanosomiasi, o malattia del sonno, una malattia parassitaria che da tempo colpisce le valli del Senegal orientale, conosciute come Ferlo
- la meningite, con focolai tra febbraio e marzo, soprattutto nel Senegal orientale e occasionalmente a Dakar
- il colera, con focolai che continuano a essere problematici. Solo nel 2007, sono stati segnalati oltre 2 000 casi di colera in Senegal.[4]

### Malaria
Sebbene il numero di casi di malaria segnalati sia diminuito negli ultimi anni (in parte a causa di un cambiamento nella definizione dei casi), la malaria è ancora una delle principali cause di morbilità e mortalità ed è un'alta priorità per il governo. La malaria è endemica in tutto il Senegal e l'intera popolazione è a rischio. La trasmissione avviene stagionalmente ed è influenzata da piogge e inondazioni persistenti, soprattutto nelle aree periurbane. Il Plasmodium falciparum è la principale causa di infezione.
Il Senegal ha compiuto progressi significativi contro la malaria e rimane un leader nella sperimentazione e nell'ampliamento di nuove raccomandazioni e strategie innovative. Il National Malaria Control Program ha adottato un Piano strategico nazionale per il 2016-2020, che si predispone di raggiungere la pre-eliminazione della malaria (ovvero il raggiungimento di un'incidenza annuale minore di 5 casi su 1 000) entro il 2020. In base a questo piano, gli interventi contro la malaria continueranno a essere mirati verso le diverse zone di trasmissione. Oltre agli interventi standard, le aree a bassa trasmissione (zone di pre-eliminazione) sono idonee per l'indagine sui casi e per il rilevamento reattivo dei casi, mentre le regioni a più alta trasmissione (zone di controllo) ricevono chemioprevenzione stagionale della malaria e sono prioritarie per la gestione domiciliare. Come risultato dell'ampliamento degli interventi di controllo della malaria, la parassitemia nei bambini sotto i cinque anni di età è scesa dal 6% a livello nazionale del 2008 all'1% a livello nazionale del 2016, confermando la tendenza al ribasso della trasmissione. Un'indagine demografica e sanitaria del 2016 ha evidenziato che in Senegal la mortalità sotto i cinque anni ha continuato a diminuire, passando da 121 decessi ogni 1 000 nati vivi nel 2005 a 51 nel 2016, un calo del 58% dal 2005.

### AIDS
Il tasso di AIDS in Senegal è uno dei più bassi in Africa, circa lo 0,9%. Secondo l'UNAIDS, la percentuale di adulti di età compresa tra i 15 e i 49 anni affetti da AIDS è di circa lo 0,9%. La regione di Casamance ha la più alta prevalenza della malattia con un 2,0%, che può essere in parte attribuita al conflitto di Casamance. Ci sono circa 59 000 persone in Senegal che convivono con l'AIDS, secondo una stima del 2009.

## Salute delle donne
Diversi sono le aree di preoccupazione per la salute delle donne tra cui mutilazioni genitali femminili, assistenza sanitaria materna e discrepanze sanitarie di genere. Inoltre, anche la ristrutturazione del sistema sanitario ha avuto un impatto significativo su di esse.

### Mutilazione genitale femminile
Circa il 20% delle donne senegalesi subisce mutilazioni genitali femminili, la cui procedura più diffusa è la rimozione della punta della clitoride, secondo il Programma nazionale contro le mutilazioni genitali femminili. Non è diffuso tra i Wolof o Sérèr, ma è più comune tra i Fulani, i Diola, i Toucouleur e i Mandingo.

### Nascite e fertilità
Il tasso di natalità in Senegal è di circa 36,19 nascite ogni 1 000 persone, secondo una stima del 2012. Il tasso di fecondità, secondo le stime del 2007, è relativamente alto, con una media di 5 figli per donna. Inoltre, il tasso di mortalità infantile è di 55,16 morti ogni 1 000 nati vivi e il tasso di mortalità infantile dei maschi è leggermente superiore a quello delle femmine.

### Aborto
Ci sono molte barriere culturali e sociali che limitano l'aborto in Senegal. Gli studi hanno dimostrato che esiste una forte opposizione, da parte sia degli uomini sia delle donne, alla scelta individuale e al libero arbitrio delle donne per quanto riguarda l'aborto, la pianificazione familiare e la salute sessuale. L'aborto terapeutico è consentito per proteggere la salute o la vita di una donna se minacciate dalla gravidanza, ma l'aborto di qualsiasi altro tipo è vietato.

### Chirurgia estetica
Le donne senegalesi ricorrono alla chirurgia estetica, in particolare all'estero, in Marocco, Tunisia e Turchia.

## Salute dei bambini

Un bambino attende fuori da una clinica medica nell'ambito di Western Accord 2012 a Thies

La salute dei bambini in Senegal è di primaria importanza per gli strateghi dello sviluppo ed è fortemente influenzata dalla salute, dall'istruzione e dal benessere delle donne. Secondo i dati del 2005, il 14,5% dei bambini senegalesi di età inferiore ai 5 anni era sottopeso. Solo il 42% dei bambini tra i 12 e i 23 mesi ha ricevuto tutte le vaccinazioni necessarie. I bambini le cui madri hanno un'istruzione primaria hanno una minore prevalenza di malnutrizione e i bambini le cui madri hanno un'istruzione superiore hanno maggiori probabilità di avere la più bassa incidenza di malnutrizione.
La malnutrizione è più diffusa tra i bambini di età compresa tra uno e due anni. Gli ostacoli alla salute dei bambini includono:
- incomprensione materna dei bisogni nutrizionali del bambino
- una mancanza di follow-up nutrizionale dei bambini
- la non pratica dell'allattamento al seno esclusivo almeno per i primi quattro mesi di vita del neonato
- un malinteso delle buone pratiche di svezzamento
- la precarietà delle condizioni di salute dei bambini (frequenza degli episodi febbrili associati a diarrea e infezioni respiratorie)
- il basso tenore di vita
- la difficoltà di accesso a determinati elementi di base.

Le condizioni di salute nutrizionale dei bambini di età inferiore a cinque anni possono essere collegate all'età nonché al ciclo di vita del bambino, le dimensioni e il luogo di residenza, così come a elementi legati all'ambiente domestico come la natura del suolo dell'alloggio, la fonte di approvvigionamento di acqua potabile, le modalità di smaltimento dei rifiuti domestici e il livello di istruzione della madre. Sebbene la mortalità infantile in Senegal stia complessivamente diminuendo, le morti di bambini di età inferiore a un anno stanno crescendo in proporzione alle morti infantili totali, in particolare nella regione di Diourbel.